# Роуз, Джиллиан Розмари
Джиллиан Розмари Роуз (урожд. Стоун, англ. Gillian Rosemary Rose; 20 сентября 1947, Лондон — 9 декабря 1995, Ковентри, Западный Мидленд) — британская философ, специалист в области социальной философии, являлась профессором Уорикского университета (с 1989), перед тем много лет преподавала в Университете Сассекса. Наиболее известна по мемуарам «Love’s Work» (1995). Признана одним из самых важных и влиятельных критических мыслителей своего времени.

## Биография и творчество
Внучка польских еврейских эмигрантов в Лондон.
Сестра Jacqueline Rose, литературного критика, в тени большей известности которой пребывала длительное время.
Росла с дислексией. 
Изучала философию в Оксфордском университете. Под руководством Лешека Колаковского писала докторскую диссертацию о философе и теоретике критики Теодоре В. Адорно. Публикация диссертации станет ее первой книгой «Меланхолическая наука: введение в мысль Теодора В. Адорно» (как отмечается: «Текст представляет собой очень компетентное, хотя и несколько непредприимчивое введение в Адорно»; Howard Caygill писал: «Джиллиан Роуз пользовалась репутацией трудного автора. Ее первая книга, „Меланхолическая наука“ (1978), была замаскирована под введение в идеи Т. В. Адорно, но читатели, желающие познакомиться с ней, быстро пришли в ужас»). В 1979 получила свою первую академическую работу — в Университете Сассекса. Прочитанные в том же году там ею лекции будут опубликованы в 2024 году под названием «Марксистский модернизм». В них она определяет марксистскую теорию товарного фетишизма как идею о том, что в капиталистическом обмене «определенное общественное отношение между людьми принимает фантасмагорическую форму отношения между вещами». Следующей ее книгой стала «Гегель против социологии» (1981), в которой, как отмечают, преобладает адорнианское направление (Роберт Пиппин замечал, что прочтение Гегеля Роуз полностью согласуется с его собственной реконструкцией; рецензией на книгу Роуз отозвался Питер Осборн). Она повторяет в ней тезис: «Философия Гегеля не имеет социального значения, если абсолютное не может быть мыслимо». В 1990 году Роуз стала консультантом Польской комиссии по будущему Освенцима. Замечала, что вместо того, чтобы попытаться понять исторические условия, которые позволили произойти Холокосту, пусть и испытывая политические риски, получилась лишь мистификация случившегося до неузнаваемости.
Умерла от рака яичников в возрасте 48 лет. Похоронена на лондонском кладбище Хэмпстед, бледно-серое надгробие со словами «Работа любви» и «Философ» отмечено звездой Давида и крестом (она приняла англиканство незадолго до своей смерти). Ее другом был Джеффри Хилл.
Большую часть своих работ опубликовала в 1980-х и 1990-х годах; как вторую фазу ее творчества выделяют период с 1990 года. Красной нитью через ее труды проходит мысль о необходимости иллюзии в современном обществе, а ее постоянными ориентирами служили Маркс и Адорно. Раннее ее творчество вписывается в традицию критической теории Франкфуртской школы. Первым ее крупным анализом станет постструктурализм (кн. «Диалектика нигилизма»). По свидетельству ее сестры, сама Роуз считала своим шедевром труд «Сломанная середина» (1992); отмечают, что это «безусловно, ее самая сложная книга». Как отмечают: «Холокост стоит за большей частью самых абстрактных произведений Роуз, хотя она редко называет его прямо, говоря вместо этого о „нарушенных обещаниях“ и „разбитом сердце“ современности». Она, как отмечается, «следует за Гегелем в понимании „современности“ как эпохи, уникально осаждаемой „дирекцией“, или разделением». Ее имя называют в одном ряду с Симоной Вейль и Аласдером Макинтайром, причисляя к традиционалистам левого толка. Как отмечалось в рецензии в «Гардиан» на ее мемуары, рефреном в них проходит тезис «Ты всегда сильнее себя».
Автор семи книг (без учета «Марксистского модернизма» и неполного продолжения «Дела любви» «Парадизо»): «Меланхолическая наука: введение в мысль Теодора В. Адорно» (1978), «Гегель против социологии» (1981), «Диалектика нигилизма» (1984), «Сломанная середина» (1991), «Иудаизм и современность» (1993), «Love’s Work» (1995, мемуары), «Траур становится законом» (1996, посмертный сборник эссе), «Парадизо» (1999).